# Raphäl Yem
Raphäl Yem, né le 13 juillet 1981 à Caen, est un animateur de télévision et un journaliste français spécialisé dans les émissions et programmes culturels. Présent sur les chaînes du groupe France Télévisions, il est aussi une des voix off de la chaîne France 4 depuis 2021. 

## Biographie
Né le 13 juillet 1981 à Caen de parents cambodgiens ayant fui le régime des Khmers rouges, Raphäl Yem grandit à Hérouville-Saint-Clair, dans le Calvados. Il partage sa passion pour les cultures urbaines dans le journal de son collège et la radio de son quartier TSF98, puis une fois au lycée, lance avec quelques copains le fanzine Fumigène. Ce magazine "cultures / politique / vivre-ensemble" renaît en mars 2015 et se poursuit sous la forme d'ateliers média dans les quartiers populaires.
Il collabore ensuite aux magazines RER, Radikal, Rolling Stone, intervient dans l'émission États Généraux de Paul Amar sur France 5, et devient chroniqueur, reporter, producteur ou animateur sur différentes radios : Générations, Le Mouv, France Culture, Radio Nova, France Inter... Il fera aussi quelques piges pour le quotidien Libération, les magazines Regards et Les Inrockuptibles.
En 2009, il devient co-rédacteur en chef de l'émission Teum-Teum sur France 5. Il rejoint ensuite Canal+ à La Matinale en qualité de chroniqueur, avant Canal Street, le site de Canal+ consacré aux cultures urbaines où il est chargé de la partie "Société / Engagement". Il fait ses débuts d'animateur TV sur MTV France en 2011 avec les émissions En mode, Top MTV, On refait le clash et les cérémonies MTV. Il est nommé rédacteur en chef des contenus français des chaînes musicales MTV en 2013, avant d'abandonner cette fonction en 2018. Il quitte la chaîne en juin 2019.
En novembre 2012, il fait partie des premiers chroniqueurs de l'émission Touche pas à mon poste ! sur la chaîne D8.
En septembre 2014, il reprend la présentation sur scène et à l'antenne, de l'émission des grands lives de Radio Nova, Nuits Zébrées.
En septembre 2015, il arrive sur France Ô en tant que co-présentateur de l'émission de débats citoyens #Flashtalk avec Sonia Chironi (qui est aussi diffusée sur LCP). On l'avait déjà vu sur cette chaîne, dès janvier 2015, en tant que chroniqueur dans l'émission D'un monde à l'autre, animé par Élizabeth Tchoungui. Puis en tant que co-présentateur du talent-show annuel Faites danser le monde, avec Laurie Cholewa, en juin 2015. Entre 2017 et 2019, il aura aussi incarné la série documentaire Un Jour En Fête, et présenté Kaz.
En novembre 2015, il contribue au lancement de la chaîne BET France en qualité de rédacteur en chef et animateur. Il décide de quitter la chaîne après 3 saisons.
En septembre 2018, il co-présente aussi 9h50 le matin, puis Ensemble c'est mieux, sur France 3 Paris Île-de-France. Aux côtés des trois autres animateurs, il est tous les matins sur un territoire francilien au cœur de l’actualité. À partir de novembre 2020, il assume seul l'animation de l'émission. Depuis 2017, il co-anime aussi sur le même réseau l'émission mensuelle culturelle Renversant, en Centre-Val de Loire, en compagnie d'Elise Chassaing.
Depuis février 2021, il est l'un des visages de la chaîne Culturebox, lancée par Francetélévisions. Il anime "Culturebox l'émission" avec Daphné Burki.
Depuis 2023, il lance les concerts urbains 2H2L sur France 2, un vendredi par mois en 2ème partie de soirée. Depuis 2024, il est le maître de cérémonie de l'émission annuelle J'aime à dire, après La Belle Harangue, sur France 4, qui donne la parole à des jeunes de toute la France venus déclamer des textes qu'ils ont écrits. 
Depuis Janvier 2025, il co-présente Mission Info, le magazine hebdomadaire d'actualité du service public à hauteur d'enfants, destiné au 7-11 ans, avec Myriam Bounafaa et Elise Lambert, sur France 4. 
Il est engagé dans plusieurs associations ou mouvements contre les discriminations au sein des quartiers populaires,. Il anime et met en scène la cérémonie des Y'a bon Awards pour l'association Les Indivisibles avant de passer la main à Le Bonjour Tristesse. En 2015, il anime le podium parisien de La Marche des Fiertés. La même année, il est nommé Parrain du Secours populaire. En 2020, il figure parmi les 47 de la nouvelle Photo du siècle par Yann Arthus-Bertrand : des moins de 40 ans de tous horizons qui ont en commun de transformer la société pour plus de justice sociale et environnementale. 
En 2022, il fait partie des 50 personnalités qui présentent un livre dans le programme court Le livre favori des Français sur France Télévisions.

## Synthèse des émissions
- 2009-2010 : La Matinale sur Canal+
- 2011-2019 : Les Tops, En Mode, On refait le clash, les MTV EMA et MTV VMA sur MTV
- 2014-2016 : Les Nuits Zébrées avec Jean Morel sur Radio Nova
- 2015 : #Flashtalk avec Sonia Chironi sur France Ô
- 2015 : D'un monde à l'autre sur France Ô
- 2015 : Faites danser le monde, avec Laurie Cholewa sur France Ô
- 2015-2016 : BET BUZZ sur BET avec Rokhaya Diallo
- 2017-2019 : Un Jour en fête sur France Ô
- 2017-2018 : Kaz sur France Ô
- 2017-2024 : Renversant sur France 3 Val de Loire avec Élise Chassaing
- 2018-2019 : 9h50 le matin, puis Ensemble c'est mieux sur France 3
- 2021-2024 : Culturebox, l'émission sur Culturebox : coprésentation avec Daphné Bürki
- 2021 : Les Estivales de Culturebox à Montpellier sur France 2 avec Daphné Bürki
- 2021 : Une journée avec Brassens sur France 3 avec Daphné Bürki
- 2022 : Villeurbanne, capitale française de la culture, place aux jeunes ! sur France 3 Auvergne-Rhône-Alpes
- 2023 : Power Our Planet Live In Paris sur France 2 : commentaires avec Daphné Bürki
- 2023 : 2H2L sur France 2
- 2023 : Un château pour les fêtes sur France 3 Normandie avec Anne Boétie
- Depuis 2024 : J'aime à dire sur France 4
- 2025 : Culturebox, le show sur Culturebox : coprésentation avec Daphné Bürki
- 2025 : L'été des festivals sur France 4 et France.tv
- Depuis 2025 : Mission info sur Okoo et France 4 : coprésentation avec Élise Lambert et Myriam Bounafaa